# Диксон, Донна
До́нна Линн Ди́ксон (англ. Donna Lynn Dixon; род. 20 июля 1957, Алегзандрия, Виргиния, США) — американская актриса, фотомодель и певица.

## Биография
Донна Линн Диксон родилась 20 июля 1957 года в Алегзандрии (штат Виргиния, США) в семье владельца клуба «Hillbilly Heaven» Эрла Роя Диксона (1931—2002) и Мэри Рут Диксон (ум. в 1998 году). У Донны есть брат и сестра — Эрл Рой Диксон-младший и Шерри Оден.
В 1975 году Донна окончила «Groveton High School», а затем она обучалась в «The George Washington University», который она вскоре бросила, так и не получив степени.

## Карьера
Донна начала свою карьеру в качестве фотомодели в 1976 году она получила титул «Miss Virginia USA».
В 1980 году Донна дебютировала в кино, начав играть роль Сонни Ламет в телесериале «Лоно друзей», в котором она снималась до 1982 года; она также исполнила песни «Breaking Up Is Hard to Do» и «Stay» для этого сериала.

## Личная жизнь
С 29 апреля 1983 года Донна замужем за актёром Дэном Эйкройдом (род.1952). У супругов есть три дочери: Даниэль Александра Эйкройд (род.18.11.1989), Бель Кингстон Эйкройд (род.09.06.1993) и Стелла Айрин Огюст Эйкройд (род.05.04.1998).

## Избранная фильмография
| Год       |   | Русское название                    | Оригинальное название    | Роль               |
| --------- | - | ----------------------------------- | ------------------------ | ------------------ |
| 1980—1982 | с | Лоно друзей                         | Bosom Buddies            | Сонни Ламет        |
| 1981      | с | Лодка любви                         | The Love Boat            | Джилл              |
| 1983      | ф | Доктор Детройт                      | Doctor Detroit           | Моника МакНил      |
| 1983      | ф | Сумеречная зона                     | Twilight Zone: The Movie | младшая стюардесса |
| 1985      | ф | Шпионы, как мы                      | Spies Like Us            | Карен Бойер        |
| 1986      | с | Кто здесь босс?                     | Who's the Boss?          | Лорен Салливан     |
| 1987      | с | Детективное агентство «Лунный свет» | Moonlighting             | Джоан Тениуитч     |
| 1988      | ф | Психодром                           | The Couch Trip           | Лора Роллинз       |
| 1989      | ф | Зона скорости                       | Speed Zone               | Тиффани            |
| 1992      | ф | Мир Уэйна                           | Wayne's World            | женщина мечты      |
| 1994      | ф | Райское наслаждение                 | Exit to Eden             | Бонни              |
| 1995      | с | Няня                                | The Nanny                | Моника Бейкер      |
| 1995      | ф | Никсон                              | Nixon                    | Морин Дин          |
| 2014      | ф | Сладкая кровь Иисуса                | Da Sweet Blood of Jesus  | мисс Блэр          |
| 2020      | с | Сумеречная зона                     | The Twilight Zone        | Меган              |